# Emily Gerstner-Hirzel
Emily Gerstner-Hirzel (* 2. Juni 1923 in Basel; † 28. Oktober 2003 in Luzern) war eine Schweizer Philologin und Volkskundlerin. Ihre Spezialgebiete waren das deutsche Wiegenlied sowie die Volkserzählungen und die höchstalemannische Mundart des Dorfes Bosco/Gurin im Tessin.

## Leben
Emily Gerstner-Hirzel besuchte ab Ende 1942 das Basler Mädchengymnasium, wo sie im Frühling 1944 die Maturität erwarb. Sie studierte Germanistik, Philosophie und Kirchengeschichte an der Universität Basel. Ihre Dissertation zum Wiegenlied wurde von Friedrich Ranke angeregt. Am 9. März 1956 wurde Gerstner-Hirzels Dissertation auf Antrag von Heinrich Wagner und Maria Bindschedler (1920–2006) von der Philosophisch-Historischen Fakultät der Universität Basel genehmigt, am Tag darauf bestand sie das Doktorexamen. Die Dissertation erschien erst 1967 nach einer Überarbeitung.
Sie war mit dem Anglisten Arthur Gerstner verheiratet.

## Schaffen
Zwischen 1969 und 1977 trug Gerstner-Hirzel «eine ansehnliche Sammlung von Sagen, Märchen, Schwänken und vielen Berichten und persönlichen Aussagen» aus dem Bergdorf Bosco/Gurin zusammen. Diese Texte in Guriner Mundart transkribierte sie in einer auf der Basis der Dieth-Schreibung stehenden, aber an die Guriner Verhältnisse angepassten Umschrift und übertrug sie ins Standarddeutsche. Aus ihrer Sammlung gingen vorerst drei Monographien (1979, 1986, 1989) hervor. Damit verfasste sie die «detaillierteste Darstellung des Gurinerdeutschen».
1984 schloss sie nach 30-jähriger Forschungsarbeit ihr 715 Seiten umfassendes Werk Das volkstümliche deutsche Wiegenlied ab. Darin stellt sie 375 Typen von Wiegenliedtexten vor, die sie den deutschsprachigen Wiegenliedsammlungen entnahm. Die vielzitierte Arbeit gilt als Standardwerk. Emily Gerstner-Hirzel habe damit, so der Kölner Musikethnologe Günther Noll, «eine grossartige wissenschaftliche Leistung erbracht». Neben den musikalischen Aspekten hat sie dabei auch die Rolle der Bewegung für die Melodiebildung bei Kinderliedern – die oft auch Kindertänze sind – erkannt und beschrieben.
Von ihrem gurinerdeutschen Wörterbuch, an dem sie seit 1990 arbeitete, war zum Zeitpunkt ihres Todes erst der Teil über die Substantive annähernd abgeschlossen. Dieser wurde in den folgenden Jahren unter der Leitung der Kuratorin des Museums Walserhaus, Cristina Lessmann-Della Pietra, und in Zusammenarbeit mit der Redaktion des Schweizerischen Idiotikons druckfertig gemacht und erschien im Jahr 2014. Anders als in «gewöhnlichen» Wörterbüchern werden in diesem Werk die Wörter nicht allein übersetzt, sondern in ihrem kulturgeschichtlichen Zusammenhang erläutert. Hier zeigt sich noch einmal die Meisterschaft von Gerstner-Hirzel, Sprache und Kultur als Einheit zu präsentieren.
Gerstner-Hirzels Nachlass zum Guriner Wörterbuch und zu einer geplanten Anthologie zum Thema «Das Tier in der Sage» befindet sich im Archiv des Schweizerischen Idiotikons.

## Ausstellung
Gerstner-Hirzels 1979 erschienenes Buch Aus der Volksüberlieferung von Bosco Gurin diente als Anregung für die Ausstellung Die Welt der Weltu 2012 und 2013 im Museum Walserhaus in Bosco Gurin. Darin wurde die «Bosco Gurin Collection» mit oft archaisch anmutenden Kleinobjekten des kanadisch-schweizerischen Schriftstellers und Künstlers Kurt Hutterli gezeigt, an der er 2007, inspiriert von Gerstner-Hirzels Buch, begonnen hatte zu arbeiten. Eine der Plastiken trägt den Titel Ggschechtufèngar – Geschichtenfänger, Hommage für Emily Gerstner-Hirzel. Nach Aufzeichnungen von Emily Gerstner-Hirzel schuf die Künstlerin Elisabeth Flueler Tomamichel eigens für die Ausstellung 14 Puppen. In der Ausstellungsbeschreibung heisst es: «Die Guriner Sagen und Erzählungen sind ein vielfältiges und wertvolles Kulturgut, welches bis vor einigen Jahrzehnten über Generationen mündlich überliefert wurde. Leider hatte die Verbreitung von Radio und Fernsehen auch in Gurin wie sonst überall zur Folge, dass an langen Winterabenden in den Stuben immer weniger erzählt wurde. Dadurch drohten die überlieferten Geschichten in Vergessenheit zu geraten. Durch ihre Forschungsarbeit vermochte Dr. phil. Emily Gerstner-Hirzel der Gefahr gerade noch entgegenzuwirken.»

## Schriften
- Entwurf einer Typologie des deutschen Wiegenreims: Der Typus «Schlaf, Kindchen, schlaf» und seine Beziehungen zu anderen Variantenkomplexen. Basel 1967 (Dissertation, Universität Basel, 1956).
- Das Kinderlied. In: Rolf Wilhelm Brednich, Lutz Röhrich, Wolfgang Suppan (Hrsg.): Handbuch des Volkslieds. Band 1. München 1973, S. 923–967.[13]
- Aus der Volksüberlieferung von Bosco Gurin. Sagen, Berichte und Meinungen, Märchen und Schwänke. G. Krebs, Basel 1979.
- Das volkstümliche deutsche Wiegenlied. Versuch einer Typologie der Texte. Schweizerische Gesellschaft für Volkskunde, Basel 1984.
- Schweizer Volkserzählungen aus dem Nachlass von Albert Schott. Schweizerische Gesellschaft für Volkskunde, Basel 1984.
- Reime, Gebete, Lieder und Spiele aus Bosco Gurin. Schweizerische Gesellschaft für Volkskunde, Basel 1986.
- Guriner Wildpflanzenfibel. Mensch und Wildpflanze. Eine botanisch-philologisch-volkskundliche Dokumentation aus dem Tessiner Walserdorf Bosco Gurin. Walserhaus Gurin, Bosco Gurin 1989.
- Aus der Mundart von Gurin. Wörterbuch der Substantive von Bosco Gurin. Voci del dialetto di Bosco Gurin. Vocabolario dei sostantivi di Bosco Gurin. Hrsg. vom Museum Walserhaus. Armando Dadò Editore, Locarno 2014.

## Tonaufnahmen
- Kchennt ihr dås Lånd so wunderschön, dås Lånd, wo ich geboren bin. Feldforschungsaufnahmen des Deutschen Volksliedarchivs, Bosco-Gurin 1970–1978.[14]
- So leb denn wohl du Welt, die mich geboren, das Schicksal ruft mich wieder fern von hier. Feldforschungsaufnahmen des Deutschen Volksliedarchivs, Bosco-Gurin 1981/1982.[15]